# Taraso-Șevcenkivka, Mahdalînivka
Taraso-Șevcenkivka (în ucraineană Тарасо-Шевченківка) este un sat în comuna Prîiut din raionul Mahdalînivka, regiunea Dnipropetrovsk, Ucraina.

## Demografie
Componența lingvistică a localității Taraso-Șevcenkivka
     Ucraineană (94,39%)
     Rusă (4,61%)
     Alte limbi (0,8%)
Conform recensământului din 2001, majoritatea populației localității Taraso-Șevcenkivka era vorbitoare de ucraineană (94,39%), existând în minoritate și vorbitori de rusă (4,61%).